# Liste von Kraftwerken in der Türkei
Die Kraftwerke in der Türkei werden sowohl auf einer Karte als auch in Tabellen (mit Kennzahlen) dargestellt. Die Liste ist nicht vollständig.

## Installierte Leistung und Jahreserzeugung
Laut CIA verfügte die Türkei im Jahr 2020 über eine (geschätzte) installierte Leistung von 96,846 GW; der Stromverbrauch lag bei 263,952 Mrd. kWh. Der Elektrifizierungsgrad lag 2021 bei 100 %. Die Türkei war 2020 ein Nettoexporteur von Elektrizität; sie exportierte 2,484 Mrd. kWh und importierte 1,888 Mrd. kWh.
Laut der Energy Information Administration (EIA) stieg die installierte Leistung von 5,1 GW im Jahr 1980 auf 101 GW im Jahr 2021; die Jahreserzeugung stieg von 23 Mrd. kWh im Jahr 1980 auf 317 Mrd. kWh im Jahr 2021.
Installierte Leistung (in GW). Quelle: EIA
Jahreserzeugung (in Mrd. kWh). Quelle: EIA

## Karte
| Adapazari |

| Afsin A |

| Afsin B |

| Akkuyu |

| Alt |

| Ambarli |

| Antalya |

| Atatürk |

| Berke |

| Bursa |

| Birecik |

| Deriner |

| Hamitabat |

| Hasan-Uğurlu |

| Ilısu |

| Iskenderun |

| Izmir |

| Karakaya |

| Keban |

| Oymapınar |

| Soma |

| Sugözü |

| Zetes |

## Kernkraftwerke
| Name des Kraftwerks  | Inst. Leistung (MW) | Typ  | Status |
| -------------------- | ------------------- | ---- | ------ |
| Kernkraftwerk Akkuyu | 4.800               | WWER | im Bau |

## Wärmekraftwerke
In der Tabelle sind nur Kraftwerke mit einer installierten Leistung > 1.000 MW aufgeführt.
| Name des Kraftwerks | Inst. Leistung (MW) | Brennstoff | Status     |
| ------------------- | ------------------- | ---------- | ---------- |
| Adapazari           | 2.310               | Erdgas     | in Betrieb |
| Afsin A             | 1.355               | Kohle      | in Betrieb |
| Afsin B             | 1.440               | Kohle      | in Betrieb |
| Ambarli             | 1.351               | Erdgas     | in Betrieb |
| Antalya             | 1.150               | Erdgas     | in Betrieb |
| Bursa               | 1.432               | Erdgas     | in Betrieb |
| Hamitabat           | 1.200               | Erdgas     | in Betrieb |
| Iskenderun          | 1.200               | Kohle      | in Betrieb |
| Izmir               | 1.520               | Erdgas     | in Betrieb |
| Soma                | 1.034               | Kohle      | in Betrieb |
| Sugözü              | 1.320               | Kohle      | in Betrieb |
| Zetes               | 1.360               | Kohle      | in Betrieb |

## Wasserkraftwerke
In der Türkei gibt es zahlreiche Wasserkraftwerke. In der Tabelle sind die nach installierter Leistung 10 größten Wasserkraftwerke aufgeführt.
| Name des Kraftwerks | Inst. Leistung (MW) | Fluss      | Status     |
| ------------------- | ------------------- | ---------- | ---------- |
| Altınkaya           | 700                 | Kızılırmak | in Betrieb |
| Atatürk             | 2.400               | Euphrat    | in Betrieb |
| Berke               | 516                 | Ceyhan     | in Betrieb |
| Birecik             | 672                 | Euphrat    | in Betrieb |
| Deriner             | 670                 | Çoruh      | in Betrieb |
| Hasan-Uğurlu        | 500                 | Yeşilırmak | in Betrieb |
| Ilısu               | 1.200               | Tigris     | in Bau     |
| Karakaya            | 1.800               | Euphrat    | in Betrieb |
| Keban               | 1.330               | Euphrat    | in Betrieb |
| Oymapınar           | 540                 | Manavgat   | in Betrieb |

## Windenergieanlagen
Ende 2024 waren in der Türkei Windkraftanlagen (WKA) mit einer installierten Leistung von 13.793 MW in Betrieb (2022: 11.969 MW). 2022 bis 2024 deckten sie jeweils rund 11 % des türkischen Strombedarfs.
| Name des Windparks    | Inst. Leistung (MW) | Anzahl | Status                |
| --------------------- | ------------------- | ------ | --------------------- |
| Balikesir             | 143                 | 52     | in Betrieb            |
| Bandirma              | 166                 | 68     | in Betrieb            |
| Geycek                | 228                 |        | in Betrieb            |
| Karburun              | 120                 | 60     | in Betrieb            |
| Samli                 | 120                 | 30     | in Betrieb            |
| Windpark in Aydın     | 250                 |        | Dez. 2020: in Planung |
| Windpark in Çanakkale | 250                 |        | Dez. 2020: in Planung |
| Windpark in Kayseri   | 65                  |        | Dez. 2020: in Planung |